# Lara Jean Chorostecki
Lara Jean Chorostecki est une actrice canadienne née le 24 septembre 1984 à Brampton en Ontario.

## Biographie
Lara Jean Chorostecki est née à Brampton et a fréquenté Mayfield Secondary School à Caledon en Ontario. Son père travaillait dans une banque et sa mère était professeur de français. Elle est d'origine polonaise et écossaise. Elle a un frère.
Elle fut la plus jeune personne acceptée dans le Birmingham Conservatory for Classical Theatre Training à Stratford, en Ontario. Elle a obtenu le grade universitaire comme maitrise des arts en théâtre classique à Central School of Speech and Drama de Londres, en Angleterre.
Elle s'est intéressée au métier d'actrice après avoir regardé Les Misérables à l'âge de huit ans,. Elle a participé au Festival de Stratford pendant plusieurs années.

## Carrière
Elle débute à la télévision en 2004 dans la série Doc, puis elle obtient des rôles dans Degrassi : La Nouvelle Génération en 2007 et un rôle récurrent dans The Listener en 2009.
En 2011, elle joue dans la série Camelot, diffusée sur Starz avec Jamie Campbell Bower, Joseph Fiennes et Eva Green.
En 2012, elle fait ses premiers au cinéma, où elle est tête d'affiche dans le film Please Kill Mr. Know It All de Colin Carter et Sandra Feldman et joue aux côtés de Sarah Gadon et Caleb Landry Jones dans Antiviral de Brandon Cronenberg. Cette même année, après être apparue lors d'un épisode de Beauty and the Beast  elle obtient un rôle dans la série de BBC America : Copper.
L'année suivante, elle endosse le rôle du journaliste Freddie Lounds dans la série Hannibal, diffusée sur NBC. Elle y reste de manière récurrente pendant deux ans. Toujours en 2015, elle revient à la télévision dans la série dramatique sur la Seconde Guerre mondiale X Company avec Evelyne Brochu, Warren Brown et Dustin Milligan.
En 2016, elle joue dans la série américaine Designated Survivor et les films The Masked Saint de Warren P. Sonoda, Joseph and Mary de Roger Christian et Renaissance de Matthew Campagna.
En 2018, elle est présente dans les séries Killjoys et Frankie Drake Mysteries. L'année d'après, elle joue dans un épisode d'Hudson & Rex.
En 2020, elle tient un petit rôle dans Condor et joue dans les films Nose to Tail de Jesse Zigelstein et Hammer de Christian Sparkes.

## Filmographie

### Cinéma

#### Longs métrages
- 2012 : Antiviral de Brandon Cronenberg : Michelle
- 2012 : Please Kill Mr. Know It All de Colin Carter et Sandra Feldman : Sally
- 2015 : Barn Wedding de Shaun Benson : Jacquie
- 2016 : The Masked Saint de Warren P. Sonoda : Michelle Samuels
- 2016 : Joseph and Mary de Roger Christian : Mary
- 2016 : Renaissance de Matthew Campagna : Kris
- 2020 : Nose to Tail de Jesse Zigelstein : Chloe
- 2020 : Hammer de Christian Sparkes : Debbie
- 2021 : Nightmare Alley de Guillermo del Toro : Louise Hoately

#### Courts métrages
- 2008 : Loving Loretta d'Andrea Gutsche : Trish
- 2015 : Boxing de Grayson Moore et Aidan Shipley : Laura
- 2016 : The Girl Next Door de Peter Mabrucco : Evette

### Télévision

#### Séries télévisées
- 2004 : Doc : Deena
- 2006 : 72 Hours : True Crime : Pam Constable
- 2007 : Degrassi : La Nouvelle Génération (Degrassi : The Next Generation) : Molly
- 2009 : The Listener : Maya
- 2009 : The Border : Kim Norton
- 2010 : Republic of Doyle : Emma
- 2010 : Dan for Mayor : Charlie
- 2011 : Camelot : Bridget
- 2012 : Beauty and the Beast : Iris
- 2012 - 2013 : Copper : Sybil O'Brien
- 2013 : Lost Girl : Ianka
- 2013 - 2015 : Hannibal : Freddie Lounds
- 2015 - 2017 : X Company : Krystina Breeland
- 2016 - 2017 : Designated Survivor : Beth MacLeish
- 2017 : Saving Hope : Claudia
- 2018 : Killjoys : Charlie Volford
- 2018 : Frankie Drake Mysteries : Marian Hartley
- 2019 : Hudson & Rex : Candace Porter
- 2020 : Condor : Sarah Crane
- 2020 : The Expanse : Lt. Emily Babbage, Saison 5

#### Téléfilms
- 2007 : Roxy Hunter and the Mystery of the Moody Ghost : Estelle jeune
- 2008 : Charlie et moi (Charlie & Me) de David Weaver : Casey vieille
- 2010 : La 19ème épouse (The 19th Wife) de Rod Holcomb : Ann Eliza
- 2012 : The Selection de Mark Piznarski : Lucy
- 2019 : Crossword Mysteries : Proposing Murder de Don McCutcheon : Christina Blake
- 2019 : Noël à la une (Christmas 9 to 5) de Jill Carter : Mia Desmond